# 日本製紙ケミカル
日本製紙ケミカル株式会社（にっぽんせいしケミカル、英文社名 NIPPON PAPER Chemicals CO., LTD.）は、かつて存在した日本製紙グループの化成品メーカー。
日本国内で唯一溶解パルプを製造していたほか、カルボキシメチルセルロースなどの機能性化成品、塩素化ポリオレフィンなどの機能性コーティング樹脂、ディスプレイ用機能性フィルムなどの製造を手がけていた。
2012年10月1日、親会社の日本製紙に吸収合併され、同社のケミカル事業本部となった。

## 事業所
- 本社
  - 東京都千代田区一ツ橋1-2-2
- 研究所
  - 開発研究所 - 山口県岩国市飯田町2-8-1
  - 機能材料研究所 - 埼玉県東松山市東平1551
- 生産拠点
  - 東松山事業所 - 埼玉県東松山市東平1551
  - 江津事業所 - 島根県江津市江津町1280
  - 岩国事業所 - 山口県岩国市飯田町2-8-1（日本製紙岩国工場内）
  - 勇払製造所 - 北海道苫小牧市勇払143（日本製紙勇払工場内）

## 沿革
- 2002年（平成14年）10月1日 - 日本製紙のDP・化成品事業本部が分社化され、会社設立。
- 2004年（平成16年）10月1日 - 日本製紙の機能材料事業部を統合。東松山事業所発足。
- 2006年（平成18年）3月 - 食塩電解事業から撤退、岩国事業所における塩素製造を終了。
- 2009年（平成21年）3月 - 小松島製造所を閉鎖。
- 2012年（平成24年）10月 - 日本製紙に吸収合併され解散。

## 関係会社
- 株式会社フローリック
- 日本製紙ケミカルサポート株式会社